# Red Bee Media
Red Bee Media, tidigare känd som Ericsson Broadcast and Media Services (EBMS), är ett internationellt företag inom sändnings- och medietjänster och är den största leverantören av tillgångar i Europa. Red Bee har sitt huvudkontor i London, England, med filialer i Glasgow, Cardiff, MediaCityUK i Salford och Newcastle upon Tyne. Dessutom har företaget internationella kontor i länder som Australien, Frankrike, Spanien, Tyskland, Finland, Nederländerna, Sverige, Kanada, USA och Abu Dhabi. Med över 2 500 anställda världen över, fördelade på åtta mediahubbar, distribuerar Red Bee mer än 2,7 miljoner timmar av programinnehåll varje år över hela världen. Företaget är en helägd dotterorganisation till Ericsson.
Kunderna inkluderar TV-sändare som BBC, Canal+, Channel 4, GB News, ITV, Sky, TV4, TV5Monde och UKTV, samt varumärken som Barclays, Bacardi och Hyundai. Red Bee Media sänder över 500 TV-strömmar via analog, digital marksändning, digital satellit, kabel, webb och mobil, inklusive alla inhemska BBC-kanaler (förutom BBC Parliament, vars produktion och uppspelning sköts av Millbank Studios), tillsammans med internationella kanaler såsom BBC World News, BBC Worldwide och BBC Lifestyle. Företaget har närvaro i över 180 länder och territorier. Det hanterar majoriteten av video on demand-tjänster (VOD) i Storbritannien, inklusive Channel 4 (All 4), Channel 5 (My5) och UKTV (UKTV Play).

## Historia och platser
Även om Red Bee Media härstammar från BBC Broadcast i Storbritannien, har företaget sina rötter i Creative Broadcast Services, som tidigare ägdes gemensamt av Australien-baserade Macquarie Capital Alliance Group och Macquarie Bank. Denna enhet skapades specifikt för förvärvet av den tidigare BBC-verksamheten.
I augusti 2011 förvärvade Red Bee Media TV Genius, ett mjukvaruföretag specialiserat på innehållsupptäckt över internet, TV och anslutna enheter.
Den 1 juli 2013 meddelade Ericsson att de skulle förvärva Red Bee Media för att komplettera företagets tidigare förvärv inom sändnings- och mediebranschen: sändningstjänstavdelningen för Technicolor, Tandberg Television, HyC Group, Fabrix Systems och Microsoft Mediaroom. Den 30 september hänvisades transaktionen till konkurrenskommissionen, med rädsla för att affären skulle minska konkurrensen inom tv-kanalens playoutsektor. Affären godkändes av kommissionen den 27 februari 2014, och Ericsson slutförde sitt förvärv av Red Bee Media den 12 maj. Företaget bytte varumärke under moderbolagets varumärke den 1 juni 2015.
Den 9 november 2017 tillkännagavs att Ericsson Broadcast and Media Services skulle byta namn till Red Bee Media och bli ett fristående företag som helt ägs av Ericsson. Flytten rapporterades vara för att möjliggöra försäljning av divisionen som bibehålls av Ericsson.

### Storbritannien
Föregångaren till Red Bee, BBC Broadcast Limited, grundades av BBC år 2002 genom att samla olika kanalskapande och kanalhanteringstjänster under ett tak. Detta initiativ var en del av ett avtal mellan BBC och den brittiska regeringen för att etablera en kommersiell division som kunde bidra till BBC:s intäkter från tv-licensen och därigenom begränsa framtida höjningar av licensavgiften. Övriga enheter inom den kommersiella divisionen inkluderade BBC Worldwide, BBC Resources, BBC Ventures och BBC Technology.
Den 1 augusti 2005 såldes BBC Broadcast, tillsammans med sina dotterbolag, för 166 miljoner pund till Creative Broadcast Services Limited, ett företag som skapats specifikt för förvärvet och som ägs gemensamt av den australiensiska Macquarie Capital Alliance Group och Macquarie Bank Limited. Företaget omdöptes till Red Bee Media den 27 oktober 2005. Strax innan försäljningen förvärvade BBC Broadcast Broadcasting Dataservices ("BDS") från BBC Worldwide, vilket stärkte utbudet av elektronisk programguide (EPG) och programmetadata. Red Bee Creative är den kreativa byrån inom Red Bee Media. Med bas i White City är Red Bee Creative ansvarig för skapandet av olika underhållningsmärken, inklusive BBC Sport, UKTV:s Dave och BT Sport. De har även producerat kreativa kampanjer för Nissan, Oasis, Netflix och Weston's Cider.

### Australien
År 2006 förvärvade företaget den kommersiella verksamheten i Australian Caption Center (ACC) för 7,5 miljoner A$ (3,2 miljoner GBP) och omprofilade dem till Red Bee Media Australia i mars 2007. Den återstående delen av ACC blev den ideella organisationen Media Access Australia.

### Tyskland
I mars 2008 förvärvade Red Bee Media Titelbild Subtitling and Translation GmbH, en flerspråkig leverantör av textnings- och översättningstjänster. Detta möjliggjorde för Red Bee Media att erbjuda översättningstjänster till många språk och att expandera sin verksamhet till den tyska marknaden.

### Spanien
I oktober 2008 förvärvade Red Bee Media Mundovisión, det största oberoende företaget för undertextning och ljudbeskrivning i Spanien. Tillsammans med det nyligen genomförda förvärvet av Titelbild i Tyskland, befäste tillskottet av Mundovisión Red Bee Medias position som Europas främsta leverantör av undertextning, teckenspråkstjänster och ljudbeskrivning för mediebranschen.

### Nederländerna
Red Bee är verksam på webbplatsen Videoland genom att skapa undertexter för tjänsten.

### Förenta staterna
I juli 2012 förvärvade Red Bee Media sändningstjänstavdelningen från Technicolor och i januari 2016 förvärvade de även FYI Television.

## Verksamhet och tjänster
Förutom kanaluppspelning, mediehantering, innehållsupptäcktsplattform och elektroniska programguidetjänster tillhandahåller Red Bee Media även "kreativa tjänster" såsom skapande av annonser, kampanjer och trailers för radio, tv och interaktiv tv. De erbjuder också "åtkomsttjänster" inklusive textning, teckenspråkstjänster och ljudbeskrivning för program från BBC, Channel 4 och Channel 5. Företaget tillhandahåller även efterlevnadstjänster, mediehantering, design och support, inklusive kodning och redigering av video för mobiloperatörer och leverantörer av video-on-demand och internetprotokoll-tv (IPTV) såsom BBC iPlayer, Orange och det brittiska kabeloperatören Virgin Media.
Red Bee Media driver interaktiv TV för BBC, UKTV och andra samt tillhandahåller webbmastertjänster för BBC Online och andra webbplatser. De marknadsför även avancerade designsystem för TV, såsom deras sportanalysverktyg som kallas Piero, vilket är ett 3D-sportgrafiksystem designat för att analysera sport på TV.
I januari 2007 öppnade Red Bee Media även en undertextningsavdelning i Paris, Frankrike, som tillhandahåller undertexter för den franska TV-kanalen M6.

### London Broadcast Center-incident 2021
Red Bee Medias sändningscenter i London evakuerades den 25 september 2021 efter ett brandlarm. Brandsläckningssystemet orsakade skador på servrar och lagringsenheter vilket resulterade i att nationella TV-kanaler gick ur sändning under bästa sändningstid. Påverkade kanaler inkluderade Kanal 4, Kanal 5, BT Sport, JSTV, More4, Film4, E4, 4Music, The Box, Box Hits, Kiss, Magic och Kerrang! Dessutom påverkades BBC-kanalernas livekontinuitetsmeddelanden. Tillgänglighetstjänster såsom undertexter och ljudbeskrivningsspår stördes också allvarligt, med vissa funktioner som inte återställdes förrän i mitten av november. Detta resulterade i klagomål från flera personer som är beroende av dessa tjänster till den brittiska TV-branschens tillsynsmyndighet, Ofcom.